# Costantino V d'Armenia
Costantino V d'Armenia, anche Costantino III (Կոստանդին, traslitterato dall'armeno occidentale: Gosdantin o Kostantine; 17 aprile 1313 – 21 dicembre 1363), fu re della Piccola Armenia, dal 1344 fino alla morte.

## Biografia

### Infanzia

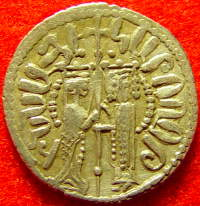
Moneta raffigurante il re Aitone con la regina Zabel

Secondo il Recueil des historiens des croisades. Documents arméniens. Tome premier Costantino discendeva dagli Hetumidi, era figlio del maresciallo del regno di Armenia, Baldovino, signore di Neghir e di Pertzerpert, e di Maria di Barbaron, che secondo lo storico ungherese Weyprecht Hugo von Rüdt von Collenberg era figlia di Leone, signore di Barbaron.

Baldovino di Neghir, ancora secondo Rüdt von Collenberg era figlio di Costantino, signore di Neghir e di Pertzerpert, e di una figlia del re di Cipro e re di Gerusalemme, Ugo III.
I suoi genitori, entrambi Hetumidi, erano rispettivamente nipote e pronipote di Costantino, signore di Barbaron e padre del re Aitone I, ciononostante, forse per la nonna materna, viene considerato il secondo re della casata dei Lusignano, anche dal Ulwencreutz's The Royal Families in Europe.

### Matrimonio
Verso il 1340, Costantino, come conferma il capitolo XXII del Recueil des historiens des croisades. Documents arméniens. Tome second, aveva sposato Maria di Corico (1321 † ante 1405), figlia di Oscin, signore di Corico, e della sua seconda moglie, Giovanna di Taranto.

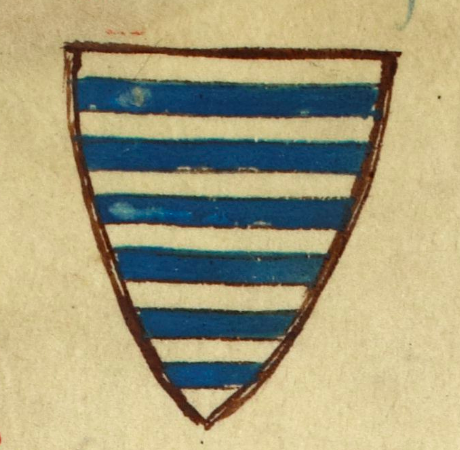
Lo stemma dei Lusignano nellHistoria anglorum.

### Ascesa
Per nascita era signore di Neghir e Pertzerpert; alla morte del re hetumide Leone V era salito al trono un suo lontano cugino, Guido di Lusignano con il nome Costantino IV, ma soprattutto era stato prescelto dal clero e dai baroni del regno, per la sua reputazione.  
Ma Costantino si rese impopolare immischiandosi nelle questioni religiose nel tentativo di ottenere la riunione della Chiesa apostolica armena a Roma, così i baroni lo assassinarono in una rivolta nel 1344 ed offrironola coronaad un altro lontano discendente degli Hetumidi, Costantino; la sua successione a Guido viene confermata anche dal Recueil des historiens des croisades. Documents arméniens. Tome premier.

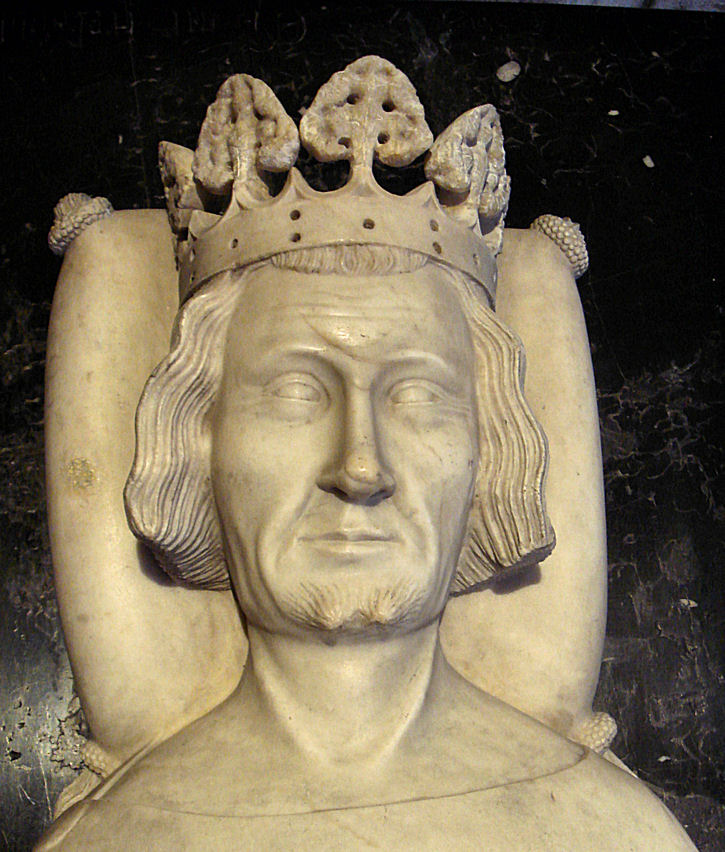
Busto di Leone di Lusignano.

### Regno
Il suo regno fu sin dall'inizio, segnato dalla continua perdita di territorio, conquistato dai Mameluchi.
Egli tentò di eliminare tutti i rivali pretendenti al trono ordinando l'uccisione dei nipoti di Costantino IV, ancora bambini Boemondo, di cinque anni e Leone, di due, che però riuscirono a fuggire a Cipro, assieme alla loro matrigna, Sultana di Georgia.
Nonostante la reazione anti-latina che l'aveva portato al potere, egli era conscio della necessità di trattare con gli occidentali e di placare il loro rancore poiché erano il solo sostegno possibile per fronteggiare l'avanzata dei Mamelucchi. Nel 1345 si tenne un concilio a Sis dove, per favorire l'arrivo di aiuti dall'occidente, si finse di aderire alla chiesa di Roma, ma invano, nessuna crociata venne ad alleviare la pressione dei musulmani.

Nel 1347, Costantino V inviò un ambasciatore ai re di Francia e Inghilterra e anche al papa, per chiedere un intervento in Cilicia per difendere il suo regno dagli attacchi dei mamelucchi, ma senza alcun risultato.
I Mamelucchi conquistarono definitivamente il porto di Laiazzo il 23 maggio 1347 e, nel 1359, presero le città di Adana e Tarso, occupando l'intera pianura della Cilicia e riducendo il regno alla parte montagna della Cilicia.
Nel 1360, Corico, un porto fortificato del regno armeno di Cilicia, temendo che Costantino V non fosse in grado di difenderla dagli attacchi egiziani si consegno al re di Cipro e re di Gerusalemme, Pietro I.

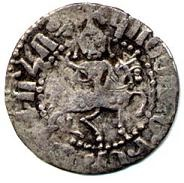
Denario con l'effigie di Costantino VI d'Armenia.

### Morte
Gli ultimi anni di regno furono senza particolari avvenimenti bellici, ma all'interno del regno ci fu discordia, tanto che il nuovo patriarca della chiesa armena, nel 1361, convocò un nuovo concilio a Sis, che riconfermò le divisioni con la chiesa cattolica.
Costantino V morì per cause naturali nel 1363. Irritati per la mancanza di aiuto da parte dei Latini, i baroni rifiutarono la corona ad un pretendente Lusignano e la diedero invece ad uno dei suoi cugini Costantino, anche lui discendente dagli Hetumidi.

## Discendenza
Costantino da Maria di Corico ebbe due figli:
- Oscin (1340 - † 1356 circa)[19];
- Leone (1341 - †  1357 circa)[19].